# Unión Sanjuanina de Rugby
La Unión Sanjuanina de Rugby (USR) es una institución que vela por el desarrollo del rugby en la provincia argentina de San Juan. Se fundó en octubre de 1952 con los clubes de Huazihul Rugby Club, Sporting Club Los Alfiles. Los dos clubes mencionados habían fundado en 1945 de la Unión de Rugby de Cuyo que en un principio incluía a la provincia de San Juan hasta que en 1952 se escinde creándose la USR.
La unión participa con su selección del Campeonato Argentino, para la edición 2012 vuelve a la zona campeonato, el nivel más alto del torneo, después de haber descendido en el 2009. Entre otros torneos, disputó el único Cross Border en el 2007 integrado por uniones provinciales argentinas y chilenas en el que después de 3 partidos consiguió el título al vencer en la final a Cuyo.
En marzo de 2018 el Torneo Iniciación Martín Fierro contó por primera vez con 8 equipos divididos en dos zonas con el debut de clubes en desarrollo como el Cóndor Rugby Club de Jáchal y Pocito RC.
En abril de 2018 dio comienzo el Primer Torneo Provincial de Rugby Femenino con la participación de 10 equipos separados en dos zonas. La Zona A con modalidad de tacle y la Zona B con modalidad de Touch.

## Clubes afiliados[5]
- Universidad Nacional de San Juan (San Juan)
- San Juan Rugby Club (San Juan)
- Sporting Club Alfiles (San Juan)
- Jockey Club (San Juan)
- Huazihul Rugby Club (Rivadavia)
- Caucete Rugby Club (Caucete)
- Pocito Rugby Club (Pocito)
- Cóndor Rugby Club (Jáchal)
- Valle Fértil Rugby Club (Villa San Agustín)
- Zorros Rugby Club (9 de julio)

## Palmarés
- Cross Borders (1): 2007[6]